# Cirkadiánní rytmus

Některé projevy cirkadiánního rytmu (24 h) u člověka

Cirkadiánní rytmus (případně cirkadiální) je biologický rytmus s periodou o délce 20–28 hodin (lat. circa = „okolo“, „během“, dies = „den“). Cirkadiánní rytmus je jeden z biorytmů, tedy kolísání aktivity a bdělosti nejčastěji s denní, měsíční nebo roční periodou. Průkopníkem tohoto pojmu je rumunský vědec Franz Halberg, ale jev je znám od starověku. 
Různé systémy těla sledují cirkadiánní rytmy, které jsou synchronizovány s hlavními hodinami v mozku. Tyto hlavní hodiny jsou přímo ovlivněny podněty prostředí, zejména světlem, a proto jsou cirkadiánní rytmy svázány s cyklem dne a noci.
Pokud je cirkadiánní rytmus správně sladěn, může podporovat konzistentní a regenerační spánek. Když je ale tento cirkadiánní rytmus zahozen, může způsobit značné problémy se spánkem, včetně nespavosti.
Různě dlouhými rytmy se zabývá chronobiologie.
Tento kvaziperiodický děj často řídí diurnální cyklus. Ovšem i rychlost biochemických reakcí jej může určovat. Podobně cirkanuální rytmus roční cyklus, který ovlivňuje i roční období. Cirkadiánní rytmy lze pozorovat u celé řady organismů — například některé rostliny na noc zavírají své květy, a to i v případě, že jsou umístěny v temné místnosti. Perioda však může být ovlivněna kultivací.
Pro organismy je důležité, aby cirkadiánní rytmus byl sladěn s rytmem dne a noci. Elektrická aktivita jednoduchých i složitých organismů jako je člověk souvisí totiž s elektrickou aktivitou v atmosféře Země.
U savců jsou řízeny párovými suprachiasmatickými jádry (zkratka SCN), nacházejícími se v předním hypotalamu přímo nad křížením zrakových nervů (lat. chiasma opticum; odtud název jader). SCN mají přímé propojení se sítnicí, proto může být synchronizováno působením světla a tmy s vnějším světem.
U lidí pokles denního světla vyvolá zvýšení hladiny hormonu melatoninu, který usnadňuje spánek — proto se člověku lépe usíná v temné místnosti. Modré světlo z obrazovek a některých elektrických světel může tvorbu melatoninu potlačit a tím negativně ovlivnit spánek a cirkadiánní rytmus. Samotný průběh cirkadiánního rytmu se u jednotlivých lidí liší — lidé se obrazně rozdělují na „skřivany“, u nichž je aktivita nejvyšší v ranních hodinách a „sovy“, což jsou lidé, aktivnější spíše v odpoledních a večerních hodinách. Fáze dne má vliv i na sportovní výsledky. Fyzická aktivita zároveň pomáhá synchronizovat vnitřní biologické hodiny s vnějším prostředím. Kardiovaskulární cvičení a aerobní aktivita jsou spojovány s lepší kvalitou spánku a rychlejším usínáním.
Cirkadiánní rytmus se začíná vyvíjet už během těhotenství, kdy dítě přebírá cirkadiánní rytmus své matky podle jejích fyziologických signálů, jako jsou tělesná teplota, srdeční tep, hormonální rovnováha a další. Novorozenci mají cirkadiánní rytmus vyvinutý až ve věku několika měsíců. To může způsobit, že jejich spánkový režim bude v prvních dnech, týdnech a měsících jejich života nepravidelný. Jejich cirkadiánní rytmus se vyvíjí, jak se přizpůsobují prostředí a zažívají změny ve svých tělech. Děti začínají uvolňovat melatonin zhruba ve věku tří měsíců a hormon kortizol se vyvíjí od 2 měsíců do 9 měsíců. Děti ve věku 4 až 5 let se řídí plně cirkadiánním rytmem, usínají kolem 20–21 hodiny a mohou spát běžně i 11 hodin. Od 8 do 14 let se preference posunují směrem k večerním hodinám, přičemž mezi 12. a 13. rokem je změna nejvýraznější.
Puberta přináší další posun cirkadiánních preferencí směrem k večeru. Obecně jsou lidé do 20. roku života aktivní spíše večer a jsou tzv. sovy. S přibývajícím věkem se spánek stává stabilnějším. Člověk začíná vstávat dříve, preferuje ranní hodiny, dochází k menší potřebě spánku a mírnějším ranním únavám. Po dovršení 60 let mohou být cirkadiánní rytmy narušené, což zvyšuje pravděpodobnost některých onemocnění. Jedním z hlavních důvodů narušení cirkadiánního rytmu ve stáří je snížená produkce melatoninu.

## Význam pro imunitní odpověď u člověka
Téměř všechny buňky lidského organismu podléhají cirkadiánní synchronizaci, a to jak na úrovní periferní, tak i centrální přes suprachiasmatické jádro (SCN). Díky prohlubujícím se znalostem na poli molekulární biologie, biochemie a imunologie bylo v posledních letech možné identifikovat hlavní molekuly, které se účastní těchto synchronizačních drah. Mnohé z těchto molekul jsou zahrnuty jak v samotném systému cirkadiánních hodin, tak i v imunitní odpovědi organismu. V současné době je obousměrná komunikace v rámci těchto dvou systémů obecně přijímaným faktem a je předmětem mnoha studií, které se zabývají vztahem narušených cirkadiánních hodin, například shift-workers, jet lag, a patologickými reakcemi imunitního systému. Jednou z nejběžnějších poruch cirkadiánního rytmu je tzv. syndrom směnových pracovníků (shift-workers), který postihuje lidi pracující na směny nebo v nočních službách. Tato porucha vede k narušení přirozeného rytmu spánku a bdění, může způsobit únavu, problémy se spánkem i psychické problémy. Další častá porucha cirkadiánního rytmu se nazývá pásmová nemoc (anglicky jet lag). Projevuje se u lidí, kteří cestují na jiné kontinenty neboli přechází do jiných časových pásem.
U všech buněk imunitního systému byl prokázán výskyt translačních produktů hodinových genů, lze je tedy považovat za periferní oscilátory, jejichž synchronizace je zajištěna přenosem signálů z SCN skrze různé dráhy. Molekuly těchto drah určují, zda se imunitní odpověď organismu nakloní k protizánětlivé, nebo naopak prozánětlivé. Protizánětlivý stav je za fyziologických podmínek navozen přes den skrze hypotalamo-hypofýzo-nadledvinovou osu a sympatický nervový systém secernací glukokortikoidů a katecholaminů. Kdy například uvolněním norepinefrinu z adrenergních nervů dochází k pozitivní regulaci exprese a secernace chemokinu CXCL12 stromálními buňkami kostní dřeně, čímž dochází k snižování počtu T lymfocytů v krvi. K favorizování zánětlivé odpovědi dochází během noci a je zprostředkováno zvýšenou produkcí hypofyzárního růstového hormonu, melatoninu a leptinu. V tomto období dochází k aktivaci imunitních buněk, proliferaci, diferenciaci a produkci cytokinů Th1 odpovědi, tj. IFN -γ, IL-12, TNF-α.
Výsledky studií zabývající se vlivem narušených cirkadiánních rytmů na imunitní systém pomohly identifikovat řadu onemocnění s touto etiologií, jedná se například o diabetes, určité druhy nádorového onemocnění nebo spektrum psychických poruch. Zároveň bylo také popsáno několik patologických stavů, jejichž manifestace vykazuje cirkadiánní periodicitu, například chronická obstrukční plicní nemoc, alergická rýma, astma, revmatoidní artritida nebo některé kožní alergické reakce. Dosavadní pochopení komunikace mezi cirkadiánním a imunitním systémem významně napomohlo k zefektivnění některých druhů konvenční léčby, jako je například optimalizace času podání očkovací látky, chemoterapie nebo transplantace kostní dřeně. Pro své mnohaúrovňové imunomodulační vlastnosti je v současnosti na cirkadiánní rytmus nahlíženo jako na slibný terapeutický cíl pro léčbu některých druhů imunopatologií.